# Hexacyrtis dickiana
Hexacyrtis dickiana ist die einzige Art der Pflanzengattung Hexacyrtis innerhalb der Familie der Zeitlosengewächse (Colchicaceae).

## Beschreibung

### Erscheinungsbild und Blatt
Die Pflanzen wachsen als sommergrüne, ausdauernde krautige Pflanze. Dieser Geophyt bildet als Speicherorgan eine unterirdische, ziemlich tief sitzende, Sprossachsenknolle aus. Von dieser Knolle aus treibt ein 20 bis 40 Zentimeter langer, unterirdischer Stängel aus und bildet oberhalb der Erde eine Blattrosette mit 5 bis 7 Blättern aus. Die linealisch-lanzettlichen Grundblätter sind 20 bis 40 Zentimeter lang und 12 bis 13 Millimeter breit. Sie sind rinnig ausgeformt und besitzen einen halbkreisförmigen Querschnitt. Die mit deutlichen Blattadern besetzte Blattoberfläche ist klebrig und die Blätter daher oft mit Flugsand verklebt.

### Blüte
Es wird ein 30 bis 50 Zentimeter hoher, runder Blütenstandstiel ausgebildet, der 5 bis 6 Millimeter im Durchmesser erreicht. Im unteren, unverzweigten Teil des Stieles stehen einzelne bis 10 Zentimeter lange lanzettliche Blätter mit stängelumfassenden, röhrenartigen Scheiden. Der Blütenstandstiel verzweigt sich im oberen Drittel in bis zu 16 Blütenstandszweige.
Der Blütenstand setzt sich aus 4 bis 6 Partialblütenständen zusammen, von denen jede einen Stiel von 3 bis 10 Zentimeter ausbildet und 2 bis 6 Einzelblüten trägt. An der Stielbasis befinden sich 3 bis 4, etwa 2 Zentimeter lange und 5 bis 10 Millimeter breite Brakteen. Die nickenden Einzelblüten sitzen an 4 bis 5 Zentimeter langen, fein gerieften Stielen. Die flachglockigen und grünlich purpurnen Blüten erreichen einen Durchmesser von bis zu 3,5 Zentimeter. Die sehr herausstehenden Staubgefäße werden bis 10 Millimeter lang. Die rechteckigen Staubbeutel werden bis 6 Millimeter lang, 2,5 Millimeter breit und reißen in Längsrichtung auf.

### Frucht
Es werden quer gerippte Kapselfrüchte ausgebildet, die 2,5 Zentimeter lang und 1,5 Zentimeter breit werden. Sie enden stumpf, sind dreilappig und färben sich bei der Reife bräunlich. Es werden 1,2 Millimeter große, rotbraune, würfelförmige und knittrige Samen entwickelt.

## Vorkommen
Hexacyrtis dickiana ist an der Küste Namibias und im äußersten Norden Südafrikas ausschließlich auf Sandböden verbreitet. Sie ist endemisch in der südlichen und zentralen Namib.

## Systematik
Die Erstbeschreibung der Art Hexacyrtis dickiana und der Gattung Hexacyrtis erfolgte 1932 durch Kurt Dinter in Repertorium Specierum Novarum Regni Vegetabilis, Band 30.
Das Artepitheton ist nach einem Herrn Dick benannt, einem Leiter einer Diamanten Mine, von dem Dinter die ersten Pflanzenteile bekam.